# Культурний фонд греків діаспори
Культурний фонд греків діаспори заснований 1997 року в місті Салоніки, Греція, для просування різноманітних аспектів роботи грецької діаспори, зокрема соціальних, національних, мистецьких та економічних.
На базі Фонду діє музей, покликаний сприяти:
- інтелектуальним досягненням греків діаспори, через симпозіуми, лекції, нцерти, постійні і тимчасові виставки живопису, скульптури, фотографії, книги і т. д.;

- плануванню спеціалізованих проектів для аналізу та вирішення проблем громади грецького походження;

- плануванню освітніх проектів для здійснення безперервних досліджень у цих областях;

- створенню постійного бюро зв'язку з представниками діаспори.